# St. Wendalinus (Jammelshofen)

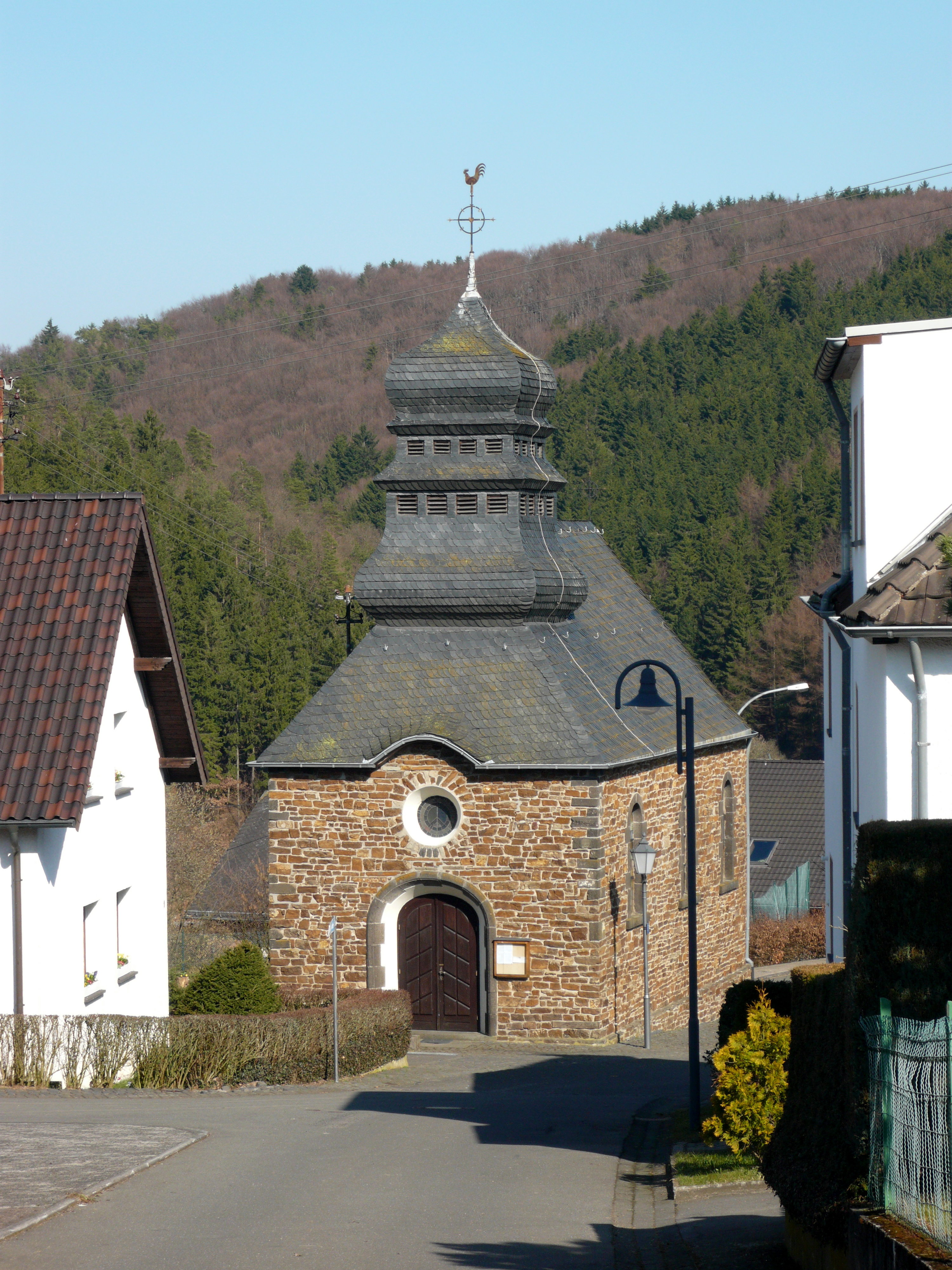
Kirche St. Wendalinus in Jammelshofen

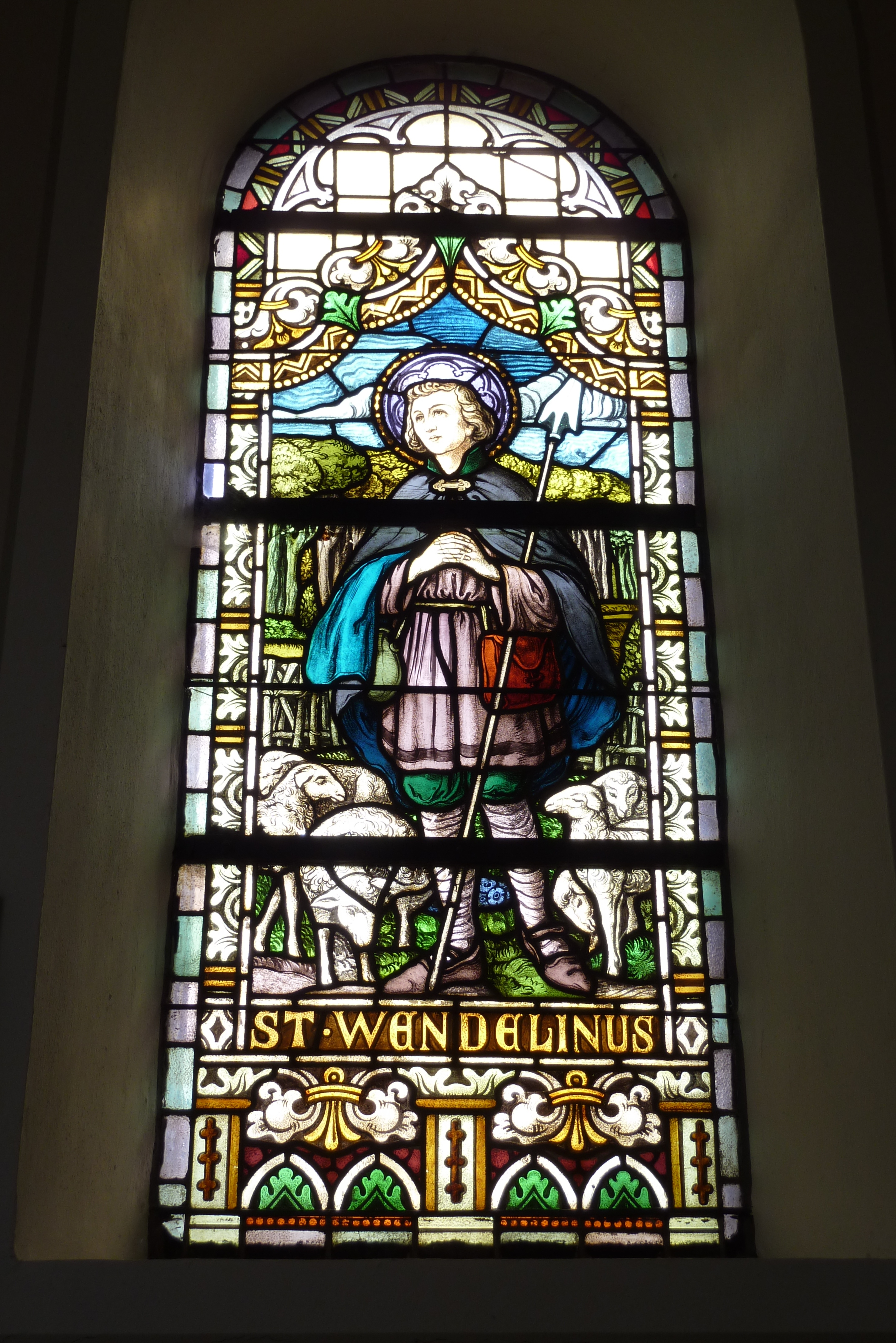
Bleiglasfenster mit der Darstellung des heiligen Wendelin

Die katholische Filialkirche St. Wendalinus in Jammelshofen, einem Ortsteil der Ortsgemeinde Kaltenborn im Landkreis Ahrweiler in Rheinland-Pfalz, wurde 1921 errichtet. Das an der Kirchstraße liegende Bauwerk ist ein geschütztes Kulturdenkmal.

## Geschichte
Der schlichte Vorgängerbau aus dem 18. Jahrhundert wurde abgerissen und durch einen Neubau nach Plänen des Dombaumeisters Julius Wirtz ersetzt.

## Beschreibung
Die dem heiligen Wendelin geweihte Kirche ist ein unverputzter Bruchsteinbau mit drei Achsen. Über dem zweiflügeligen rundbogigen Portal befindet sich ein Ochsenauge. An den Traufseiten sind je drei Rundbogenfenster, die mit Bleiglasfenstern der Erbauungszeit geschlossen sind. 

## Ausstattung
Der barocke Altar aus der ersten Hälfte des 18. Jahrhunderts besitzt einen zweiteiligen Architekturaufbau mit gedrehten Säulen und zwei Holzfiguren, den heiligen Wendelin und den heiligen Quintius, dessen Hände auf den Kopf genagelt sind.

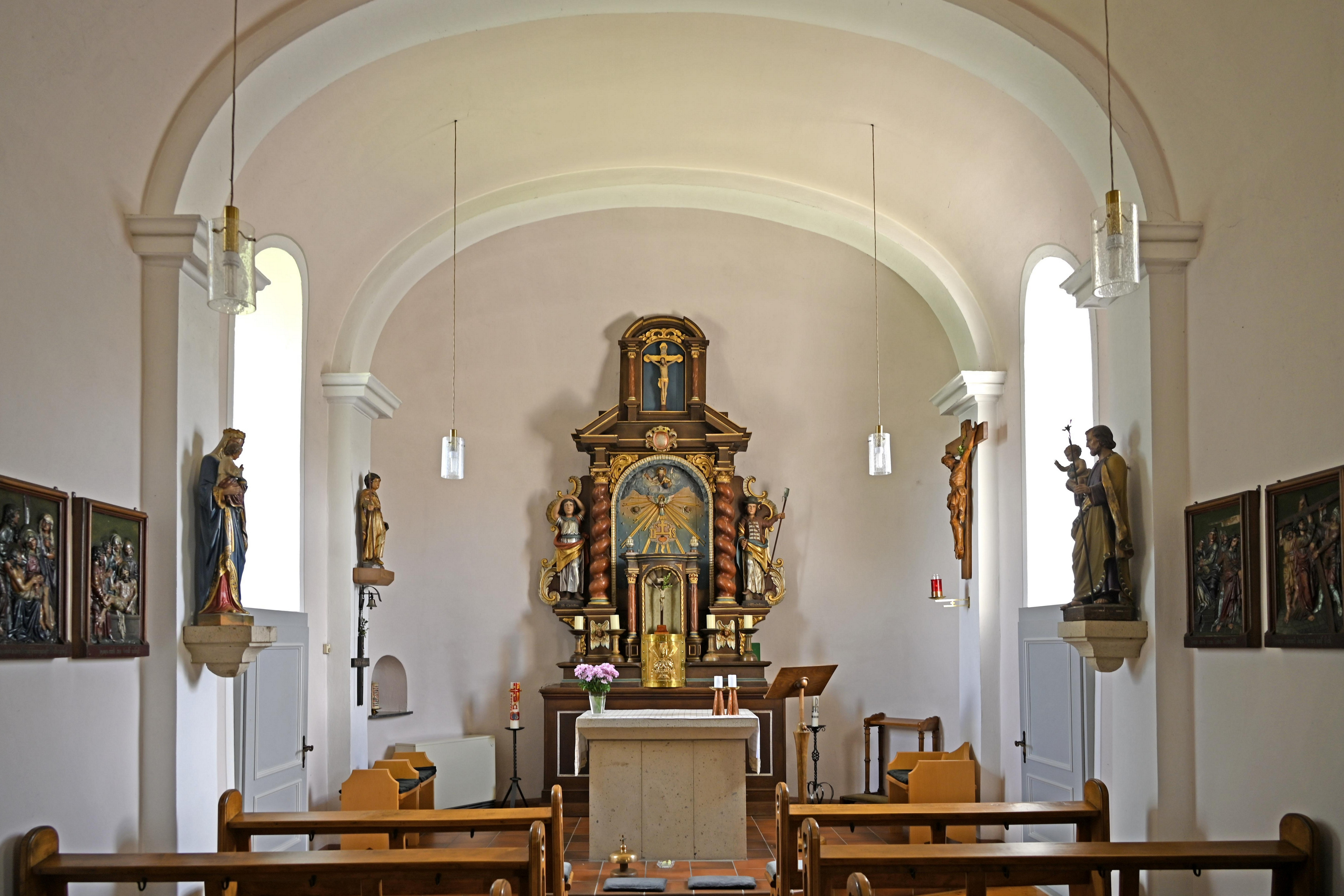
Blick zum Altar
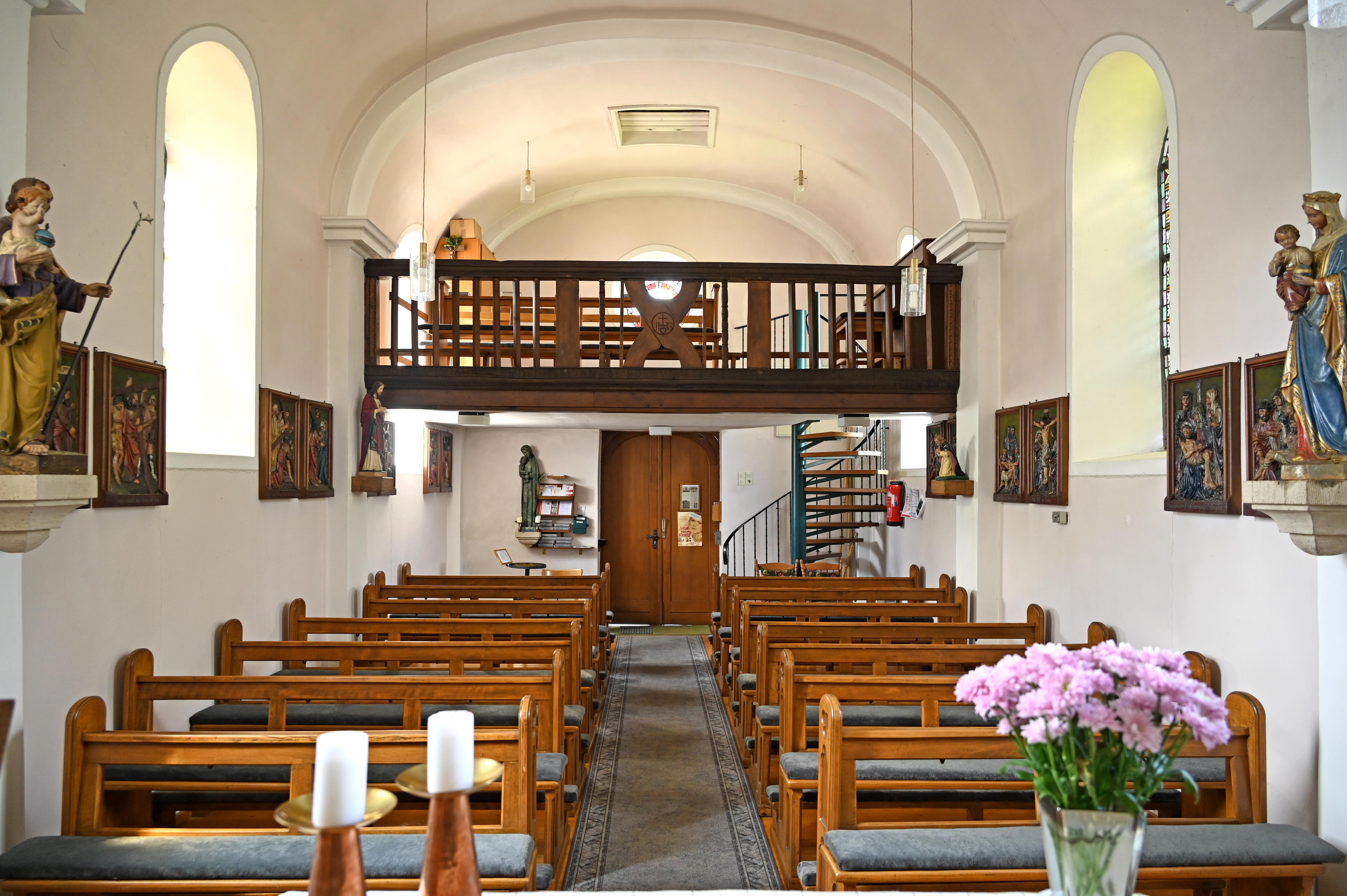
Innenraum mit Empore
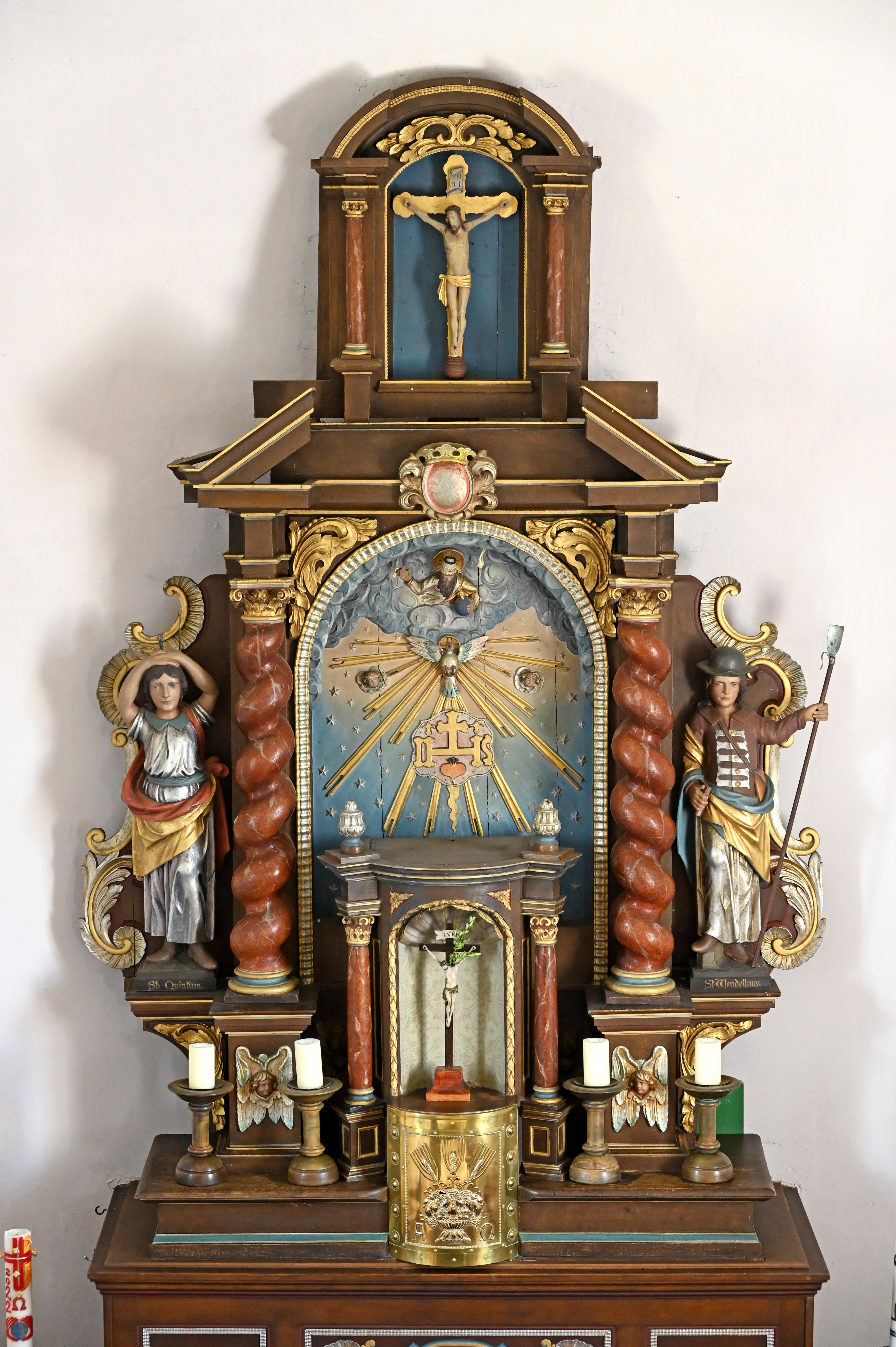
Barocker Hochaltar
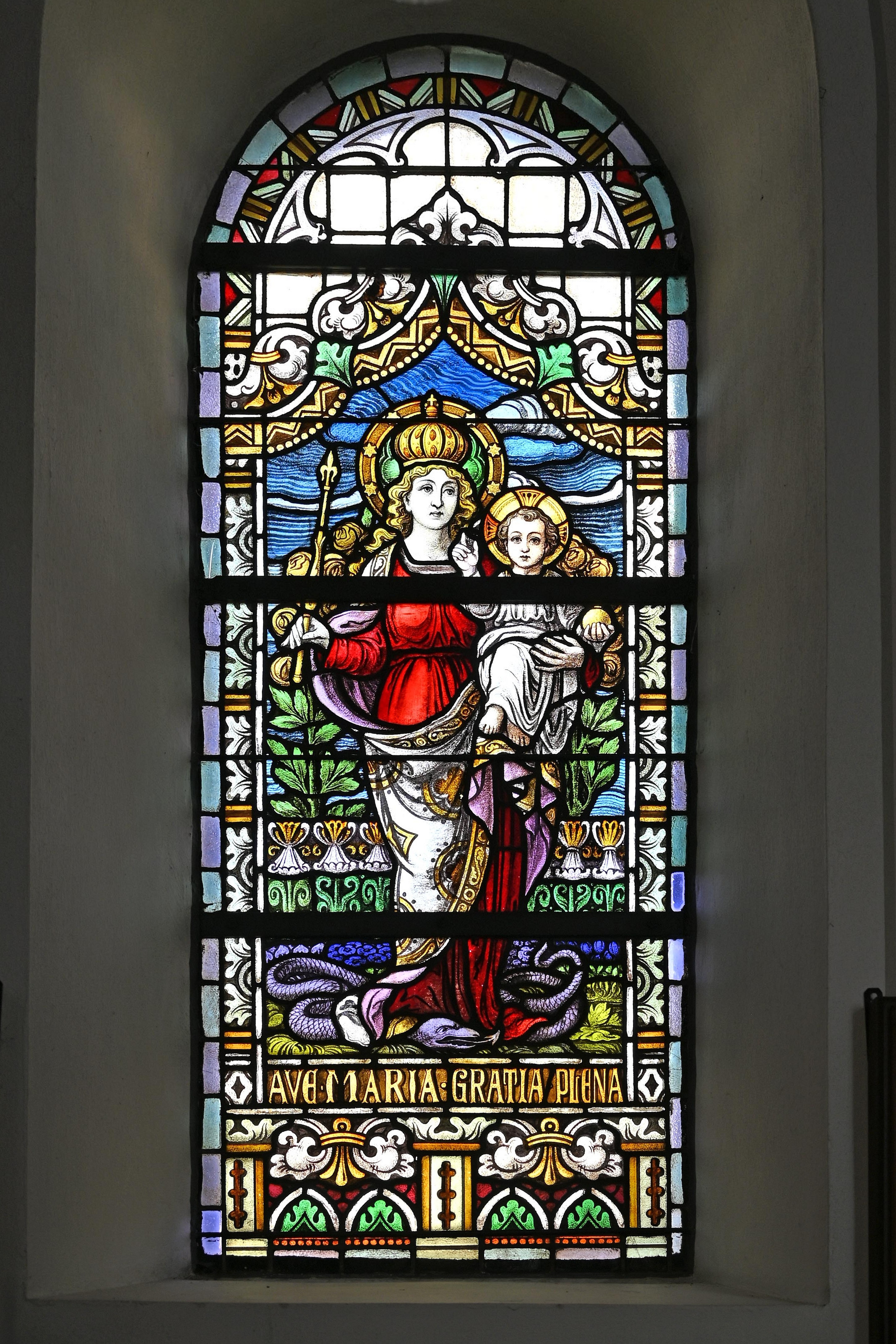
Kapellenfenster (1921)